# Unzué
Unzué (cooficialmente en euskera: Untzue) es un municipio español de la Comunidad Foral de Navarra, situado en la merindad de Olite, en la comarca de Tafalla, en la Valdorba o valle de Orba y a 21 kilómetros de la capital de la comunidad, Pamplona. Su población en 2024 fue de 165 habitantes (INE), su superficie es de 18,5 km² y su densidad de población es de 8.74 
 hab./km.

## Toponimia
Unzué está ubicado en una comarca históricamente vascófona donde se cree que este idioma dejó de hablarse en el siglo XIX. El topónimo Unzué deriva precisamente de esta lengua, de (h)untz une, que significa en euskera 'sitio de hiedras'. En lengua vasca se transcribe actualmente como Untzue.
Inicialmente adscrita a la zona no vascófona por la Ley Foral 18/1986, en junio de 2017 el Parlamento navarro aprobó el paso de Unzué a la Zona mixta de Navarra.
El gentilicio de los habitantes de Unzué es unzuetarra, compuesto por el nombre del pueblo y el sufijo -(t)arra, utilizado en el euskera para la formación de gentilicios. En euskera se denomina untzuetarra.

## Símbolos

### Escudo
El escudo de armas del lugar de Unzué tiene el siguiente blasón:

Trae de oro y un árbol de sinople

Este blasón es el mismo que el de Olóriz.

## Geografía
La localidad de Unzué está situada en la parte central de la Comunidad Foral de Navarra dentro de la Navarra Media Oriental, el valle de Valdorba y en la falda meridional de la sierra de Alaiz. Su término municipal tiene una superficie de 18,5 km.
El término municipal está atravesado por la autopista de Navarra (AP-15) y por la carretera nacional N-121, además de por una carretera local que conecta con Olóriz. 
| Noroeste: Tiebas-Muruarte de Reta | Norte: Tiebas-Muruarte de Reta y Valle de Elorz | Noreste: Monreal |
| Oeste: Biurrun-Olcoz              |                                                 | Este: Olóriz     |
| Suroeste: Barásoain               | Sur: Olóriz                                     | Sureste: Olóriz  |

### Relieve e hidrografía

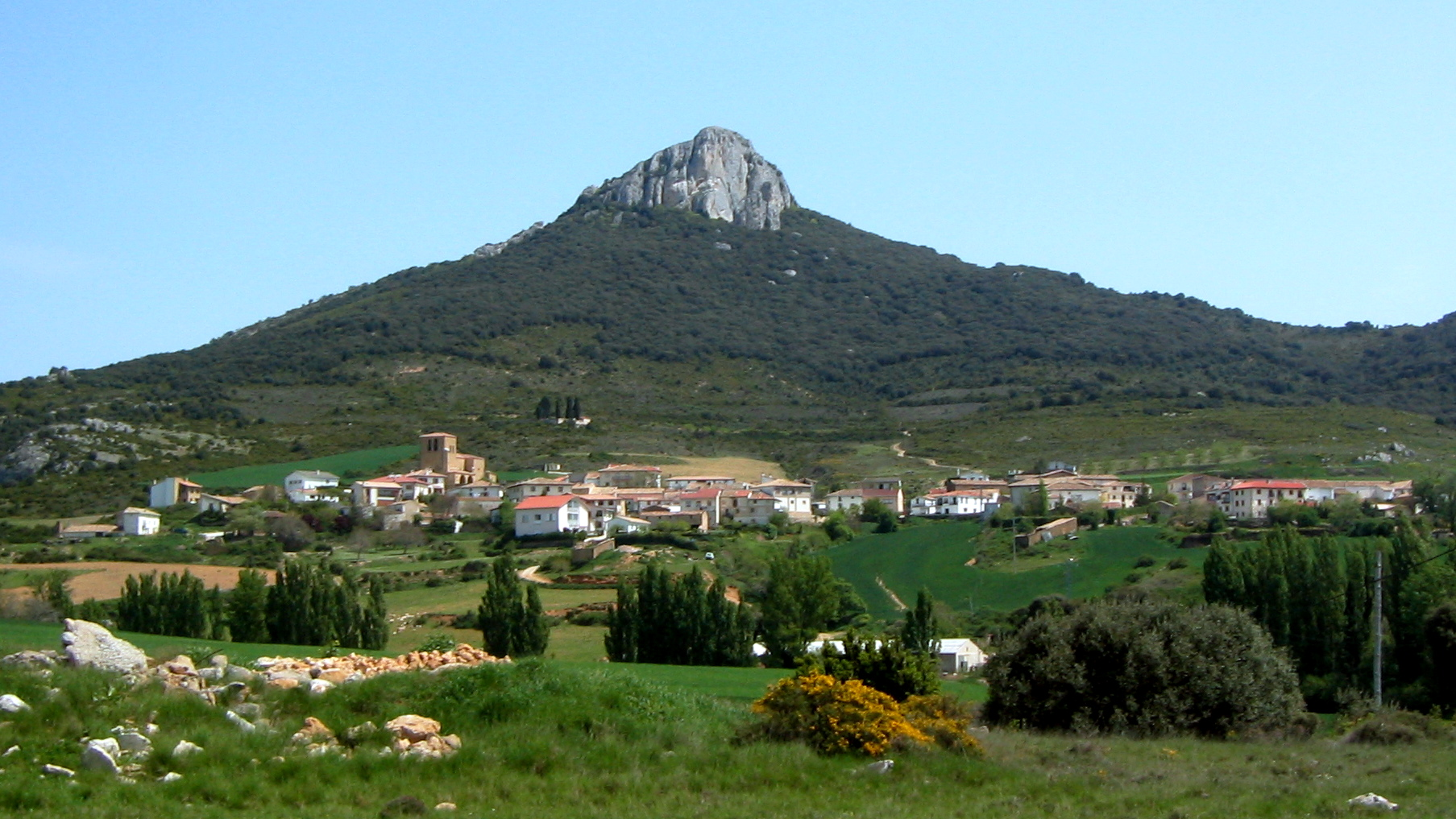
Unzué en un día primaveral.

Regado por varios barrancos, es terreno de monte bajo, con pastizales y labrantíos. La altitud oscila entre los 1170 metros en la sierra de Alaiz, y los 580 metros a orillas del río Cidacos, al sur. La capital, Unzué, se halla al pie de la Peña Unzue (987 metros), en una cota de 664 metros sobre el nivel del mar. 

### Barrios
Aparte del lugar de Unzué, el municipio tiene otro barrio diferenciado: El Carrascal (Artederreta en euskera), situado a 2 km del pueblo junto a la antigua estación del tren.

## Historia
Noticias medievales. Unzué, con su iglesia de Santa María, figura en 1093 como donada por Sancho Ramírez a la abadía de Montearagón. Junto con otros lugares de la Valdorba fue liberado de homicidios casuales en 1264 por Teobaldo II. En 1335 las posesiones de la corona en Unzué fueron entregadas en permuta a los palacianos Teresa Almoravid y Pero Ibáñez de Leet.
Palacio de Cabo de Armería. De origen muy antiguo, perteneció a los Almoravid. Durante los siglos XVI y XVII, fue de los Balanza. En 1723 figura como titular, Vicente de Mutiloa.
Durante la Primera Guerra Carlista, en enero de 1835, Eraso ataca a los liberales mandados por Lorenzo, queriendo apoderarse de un convoy que éstas llevaban de Tafalla a Pamplona. Los liberales consiguen rechazarles causando a los carlistas 250 muertos.
Segregación. En 1846 se separó de la Valdorba. Hasta las reformas municipales de llevadas a cabo entre 1835 y 1845 era gobernado, como el resto de la Valdorba, por el alcalde de mercado de Pamplona.
En cumplimiento de la Ley de desamortización del 1 de mayo de 1855 se vendió en esta localidad, en 1870, una tejería.

## Demografía
Unzué cuenta con una población de 165 habitantes (INE 2024).
| Gráfica de evolución demográfica de Unzué entre 1842 y 2021 |
| |
| Población de derecho según los censos de población del INE Población de hecho según los censos de población del INEEn estos censos se denominaba Unzué: 1842, 1857, 1860, 1877, 1887, 1897, 1900, 1910, 1920, 1930, 1940, 1950, 1960, 1970, 1981, 1991 y 2001 |

## Administración y política
| Partido político                        | 2019  | 2019       | 2015  | 2015       | 2011  | 2011       | 2007  | 2007       | 2003  | 2003       | 1999  | 1999       | 1995  | 1995       | 1991  | 1991 |
| Partido político                        | %     | Concejales | %     | Concejales | %     | Concejales | %     | Concejales | %     | Concejales | %     | Concejales | %     | Concejales |       |      |
| Agrupación Independiente de Unzue (AIU) | 56,52 | 4          | 50,54 | 3          | 47,83 | 2          | 51,46 | 2          | 56,31 | 4          | —     | —          | —     | —          | —     | —    |
| Untzue Bizirik (UB)                     | 43,48 | 1          | 49,96 | 2          | 44,35 | 3          | 46,60 | 3          | 34,95 | 1          | —     | —          | —     | —          | —     | —    |
| Agrupación Electoral Lepuzain (AE-L)    | —     | —          | —     | —          | —     | —          | —     | —          | —     | —          | 54,74 | 5          | —     | —          | —     | —    |
| Agrupación Electoral Txirkua (AET)      | —     | —          | —     | —          | —     | —          | —     | —          | —     | —          | —     | —          | 43,96 | 3          | —     | —    |
| Agrupación Electoral Arreguia (AEA)     | —     | —          | —     | —          | —     | —          | —     | —          | —     | —          | —     | —          | 42,86 | 2          | —     | —    |
| Independientes                          | —     | —          | —     | —          | —     | —          | —     | —          | —     | —          | —     | —          | —     | —          | 58,82 | 3    |
| Independientes                          | —     | —          | —     | —          | —     | —          | —     | —          | —     | —          | —     | —          | —     | —          | 38,82 | 2    |

| Mandato    | Alcalde                    | Partido político |
| ---------- | -------------------------- | ---------------- |
| 2015 -2019 | Encarna Ducun Izpura       | AIU              |
| 2019-      | Juan Mª De la Fuente Olcoz | AIU              |

## Cultura

### Patrimonio

#### Parroquia de San Millán
La Parroquia de San Millán es una obra de origen medieval que fue transformada en el siglo XVI añadiéndole el crucero y la cabecera poligonal. Cubierta de bóvedas de terceletes en todo el templo, excepto en la sacristía, con bóveda de aristas. Esta fue construida en estilo barroco. La portada medieval, se abre por el lado de la Epístola y está formada por un arco con baquetón levemente apuntado que se abocina en cuatro arquivoltas de medio punto con fuertes baquetones que apoyan en columnas. Queda protegida por un pórtico barroco de mediados del siglo XVIII. También de origen medieval con añadidos posteriores, se conserva la torre. Del lado de la Epístola, aparece una talla de la Virgen con el Niño de finales del siglo XVI y estilo renacentista. Una pila de agua bendita de época medieval junto a la puerta de entrada. En el otro lado se encuentra un Crucificado gótico del siglo XV de aspecto arcaizante y repintado. En la cabecera se encuentra un retablo mayor barroco de finales del siglo XVII realizado por Juan de Eguilaz y dorado y estofado por José García posteriormente. Decoración abigarrada vegetal. Las tallas que en él se albergan resultan algo toscas. En la sacristía, una talla de San Bernabé barroca y piezas de orfebrería, entre las que destacan un cáliz de plata sobredorada de la primera mitad del siglo XVII, una campanilla de bronce del siglo XVI y unas crismeras de plata neoclásicas.

#### Ermita de Artederreta
Englobada entre otras construcciones, se encuentra la ermita de Artederreta de origen medieval, si bien fue muy transformada sobre todo al interior. Planta de tres naves con cabecera recta. Cubierta de bóveda de medio cañón rebajada sobre arcos fajones levemente apuntados. 

#### Ermita de San Bernabé
La Ermita de San Bernabé de carácter rural posee nave rectangular y cubierta a dos aguas sobre vigas de madera. 

#### Arquitectura civil
En cuanto al arte civil, predominan las casas de sillarejo con portalones de medio punto, propios del siglo XVI. Bajando de la iglesia se alza una casa de sillarejo de dos cuerpos, con ventana de medio punto en el segundo. Cerca se encuentra un edificio de sillarejo, de estilo barroco, de dos cuerpos y ático. Entre el segundo cuerpo y el ático se exhibe escudo rococó de la segunda mitad del siglo XVIII con yelmo por timbre y campo partido. Siguiendo se localiza otra casa de dos cuerpos y ático de sillarejo culminándose en alero de madera sobre ménsulas. En el centro, gran portalón adintelado con dos escudos de la segunda mitad del siglo XVI sobre él. En la fachada lateral se conserva una reja del siglo XVI. Formando ángulo se localiza otro edificio con portalón apuntado el siglo XVI, con potente dovelaje y el anagrama de Cristo en la clave. 
En las afueras de la población se encuentra una casa del siglo XVI de dos cuerpos y ático, con arco levemente apuntado y moldurado en la entrada. En la clave luce un escudo. Sobre el balcón principal se exhibe otro escudo de la segunda mitad del siglo XVI con cartela de cueros retorcidos. Detrás, otra casa de los siglo XVI y siglo XVII de sillarejo y sillar en la parte inferior, con dos cuerpos y ático. Gran dintel de acceso. (Ref. C. M. N., M. de Olite).
En la peña de Unzue, cumbre de 990 m de altitud en la Sierra de Alaiz, se encuentran los restos del castillo medieval de Guerga, localizado a comienzos del siglo XXI que comenzaron a ser excavados varios años después, posibilitando el acceso a sus restos en 2019.

### Fiestas y eventos
Los patronos son San Millán y San Bernabé, en noviembre y en junio respectivamente. No obstante, las fiestas patronales -que han cambiado de fecha en repetidas ocasiones- tienen lugar el primer fin de semana de agosto.

### Deporte
Equipo de Fútbol "Roca CF" que compite en el prestigioso torneo Higa Monreal.